# Кайбот
 Кайбот (фр. Caillebotte, Caillebote d’Aunis) — французский свежий несолёный сыр, изготавливается фермерским способом в Пуатье, Пуату — Шаранта, Бретань, Вандея. Употребляется в качестве десерта.
Кайбот по консистенции напоминает творог, но при его изготовлении используется сычужный фермент. В основном используется коровье молоко, но в зависимости от региона молоко может быть и козье, и овечье. Приготавливается в основном летом.
Вина, подходящие к кайботу: пино-де-Шарант, коньяк.